# Barbara Marty Kälin

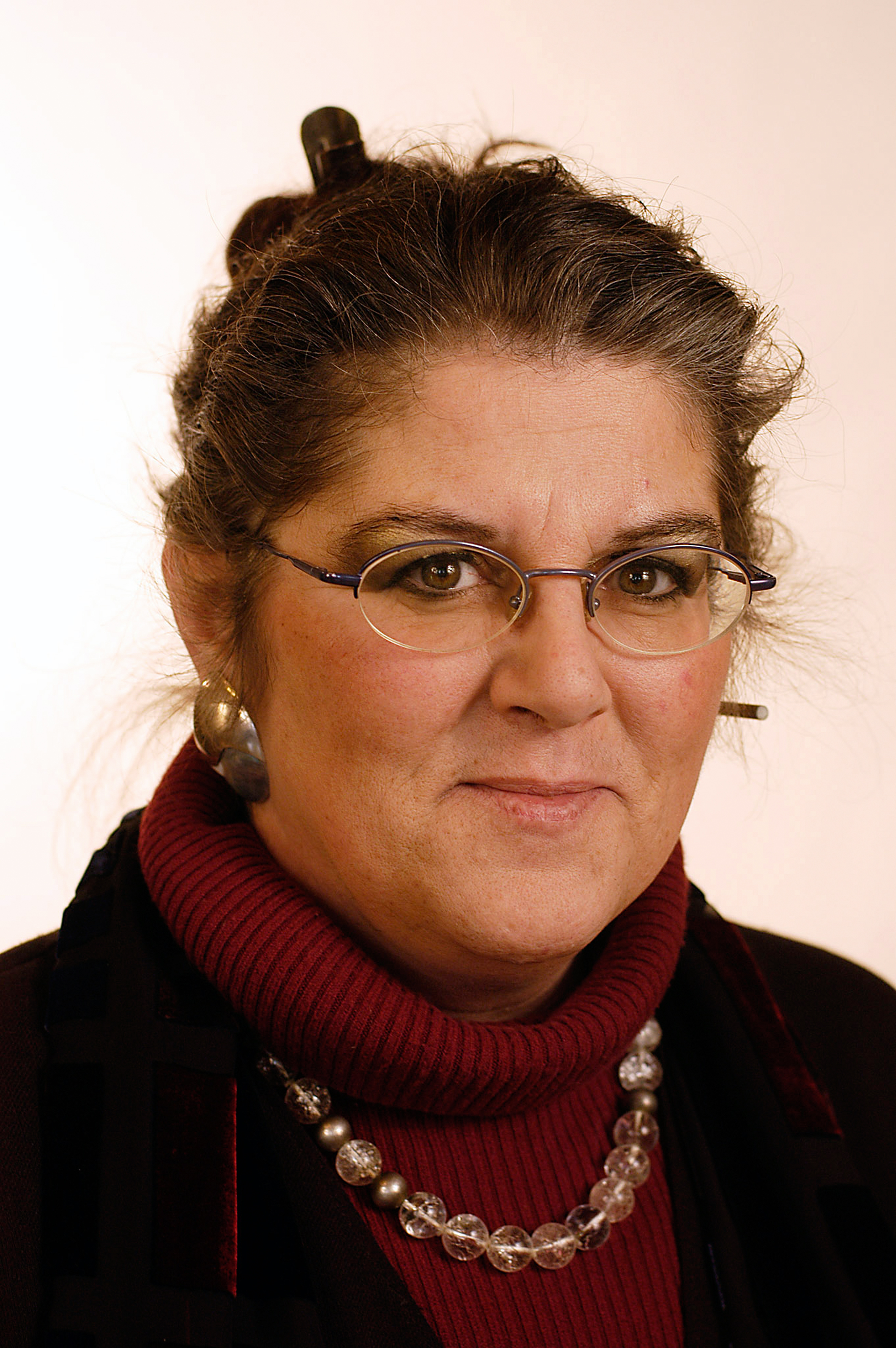
Barbara Marty Kälin (2003)

Barbara Marty Kälin (* 28. März 1954 in Schaffhausen; † 27. November 2022) war eine Schweizer Politikerin (SP).
Marty Kälin war von 1998 bis 2002 Gemeinderätin von Gossau im Kanton Zürich und von 1991 bis 2003 Zürcher Kantonsrätin. Vom 5. Juni 2000 bis 2. Dezember 2007 war sie Mitglied des Nationalrats für den Kanton Zürich.
In ihrer Zeit im Nationalrat war Barbara Marty Kälin Präsidentin der Kommission für Umwelt, Raumplanung und Energie. Im Jahr 2010 wurde Barbara Marty Kälin zur Präsidentin der Non-Profit-Organisation KAGfreiland gewählt.
Sie war ab 2016 verwitwet, mit ihrem Mann hatte sie drei Kinder. Sie lebte in Bertschikon bei Gossau, Kanton Zürich.